# Deh-e Larz
Deh-e Larz (persiska: ده لرز, دهلرز) är en ort i Iran.   Den ligger i provinsen Kerman, i den centrala delen av landet, 800 km sydost om huvudstaden Teheran. Deh-e Larz ligger 2 524 meter över havet och antalet invånare är 110.
Terrängen runt Deh-e Larz är huvudsakligen kuperad, men norrut är den platt. Terrängen runt Deh-e Larz sluttar norrut.Runt Deh-e Larz är det glesbefolkat, med 16 invånare per kvadratkilometer. Närmaste större samhälle är Māhūnak, 16,1 km nordost om Deh-e Larz. Trakten runt Deh-e Larz består i huvudsak av gräsmarker.